# Rocías
Rocías es una localidad del municipio de Arredondo (Cantabria, España). En el año 2008 contaba con una población de 11 habitantes (INE). Esta localidad está situada a 482 metros de altitud sobre el nivel del mar, y a 2,6 kilómetros de la capital municipal, Arredondo.
- Datos: Q6110376